# Toundra des hautes-terres de Béringie
Localisation
La toundra des hautes-terres de Béringie ou toundra des hautes-terres béringiennes (Beringia upland tundra) est une écorégion terrestre nord-américaine du type toundra du World Wildlife Fund

## Répartition
La toundra des haute-terres de Béringie se répartit en trois zones disjointes : les régions montagneuses de la péninsule de Seward, les chaînes Kilbuck et Ahklun dans le sud-ouest de l'Alaska et la moitié ouest de l'île Saint-Laurent.  

## Climat
Le taux de précipitations annuelles varie entre 250 mm et 1 000 mm sauf dans les chaînes Ahklun et Kilbuck ou il peut atteindre 2 000 mm.  La température quotidienne moyenne pendant l'hiver oscille entre −16 °C et −24 °C.  À l'été, cette moyenne se situe entre 13 °C 19 °C. 

## Géomorphologie
La topographie de cette écorégion comprend autant des vallées que des collines ondoyantes et des montagnes.  L'altitude varie entre 500 m et 1 500 m. 

## Caractéristiques biologiques
Le relief varié de l'écorégion entraîne l'établissement d'une diversité de communautés végétales.  Les zones mal drainées des vallées abritent les mêmes étendues herbacées qu'on retrouve dans les basses terres.  Les zones mieux drainées sont colonisées par des prairies composées notamment de Linaigrette vaginée, de Carex de Bigelow ou de fruticées basses.  Les fruticées sont généralement dominées par les éricacées (Arctostaphylos alpina, Vaccinium vitis-idaea, Empetrum nigrum) ou un mélange de dryade à huit pétales et de bouleau nain. Certains secteurs bien abrités et drainés supportent des forêts d'épinettes blanches, de peupliers baumier et de bouleaux blancs.  Les sommets exposés sont pratiquement dénués de toute végétation.  Les lichens sont omniprésents dans toute l'écorégion.  Plusieurs représentants de la flore sibérienne sont présents dans les toundras béringiennes.  
Les côtes de la toundra des haute-terres de Béringie abritent plusieurs colonies importantes d'oiseaux marins.  Cette écorégion est aussi le lieu de nidification exclusif du courlis d'Alaska. 

## Conservation
Cette écorégion est relativement intacte et stable.  